# Suliko
Suliko (georgisch სულიკო) ist ein georgisches Wort, das „Seele“ bedeutet. Suliko ist auch ein georgischer Vorname, der sowohl weiblich als auch männlich sein kann. Zugleich ist es der Titel eines Liebesgedichtes, das Akaki Zereteli 1895 schrieb und das danach vertont wurde. Zereteli meinte aber damit seine Heimat Georgien, die er sucht. Es wird als traditionelles georgisches Volkslied angesehen. Während der Regierungszeit von Josef Stalin, dessen Lieblingslied es nach russischen und deutschen Autoren gewesen sein soll (in Wirklichkeit hieß dessen Lieblingslied, wie jeder Georgier weiß, Flieg schwarze Schwalbe), strahlten Radiosender das Lied häufig aus, sodass es in der ganzen Sowjetunion verbreitet war. Nach dem Ende des Zweiten Weltkriegs erlangte Suliko auch im Ostblock einen hohen Bekanntheitsgrad. Es wurde oft auf Beerdigungen gespielt. Auf Deutsch wurde das Lied vor allem durch die Interpretation von Ernst Busch bekannt.

## Geschichte des Liedes
Zereteli verfasste das Gedicht Suliko im Jahre 1895 und veröffentlichte es im gleichen Jahr in Tiflis in der sozialdemokratischen Zeitschrift Kvali (dt. Furche). Etwas später bat der Autor seine Cousine Barbara (Varinka) Zereteli aus Sestafoni, zu diesem Gedicht eine Musik für Gitarrenbegleitung zu komponieren. Sie kam dieser Bitte nach und trat 1898 damit auch erstmals an die Öffentlichkeit. Im Haus des Schriftstellers, Journalisten und Übersetzers Iwan Machabeli in Tiflis ließ die britische Firma Phonograph bald darauf Schallplatten mit dem Lied herstellen. Darüber hinaus trat Varinka Zereteli mit dem Lied im Jahr 1905 auf der Bühne des Volkstheaters in Kutaisi erfolgreich auf.
Aus der regionalen Bekanntheit heraus kam das Lied Suliko ab dem Jahr 1937, als das Frauengesangsensemble Auxentius Megrelidze in einer Woche der georgischen Kultur in Moskau es einem größeren Zuhörerkreis präsentierte. Der zu dieser Zeit die Sowjetunion regierende Josef Stalin, selbst aus Georgien stammend, mochte das Lied und er ließ es auf Datenträgern prägen und verbreiten. Meistens wurde Suliko als Volkslied bezeichnet, den Dichter A. Zereteli kannte kaum jemand. Erst in den 1980er Jahren fand auch die Komponistin Varinka Zereteli Erwähnung.
Suliko galt lange Jahre in allen Republiken der Sowjetunion als populärer Song, auch nach Stalins Tod. Im Russischen sind auf 25 verschiedenen Plattenaufnahmen die Texte festgehalten worden.
Der deutsche Text aus dem Jahr 1949 bildete für einige Jahrzehnte die Grundlagen des in der DDR verbreiteten Liedes, das auch Feinsliebchen genannt wurde. Suliko wurde sowohl im Musik- und Russischunterricht als auch durch zahlreiche Chöre weitergetragen.
Daneben gibt es die für Ernst Busch vorgenommene Nachdichtung der Verse von Akaki Zeletreri, die sich mehr am Originaltext orientiert. Die Anzahl der deutschen Strophen stimmt nicht mit dem georgischen Original überein.

## Verwendung des Namens
Ein  Opernensemble aus Kuressaare (Estland) hat sich den Namen Suliko gegeben.
Im Jahr 2006 drehte die Regisseurin Liana Jakeli einen halbstündigen Dokumentarfilm «Sada Khar, Chemo Suliko?» (Wo bist du, mein Suliko? ), der die Geschichte des Liedes und seiner Autoren erzählt.
Eine literarische Nachdichtung von Adolf Endler finden wir in der Anthologie: Georgische Poesie aus acht Jahrhunderten, Verlag Volk und Welt, Berlin 1971, SS. 147–148.

## Text
| Georgisches Original                                                                                                   | Deutsche Prosaübersetzung | Deutsche Version Text in der Fassung von Ernst Busch                                                                                         | Erstveröffentlichter Text 1949 |
| --- | --- | --- | --- |
| საყვარლის საფლავს ვეძებდი, ვერ ვნახე!.. დაკარგულიყო!.. გულამოსკვნილი ვჩიოდი „სადა ხარ, ჩემო სულიკო?!“                  | Ich suchte das Grab meiner Geliebten, ich konnte es nicht finden – es war verlorengegangen! Bitterlich weinend klagte ich: „Wo bist du, meine Suliko?“                                 | Sucht ich ach das Grab meiner Liebsten, Fragend überall: Wer weiß wo? Weinend klagt ich oft mein Herzeleid: „Wo bist du, mein lieb Suliko?“  | Sucht’ ich ach das Grab meiner Liebsten überall o widrig Geschick. Weinend klagt ich oft mein Herzeleid: „Wo bist du entschwundenes Glück?“                   |
| ეკალში ვარდი შევნიშნე, ობლად რომ ამოსულიყო, გულის ფანცქალით ვკითხავდი „შენ ხომ არა ხარ სულიკო?!“                       | In den Dornen bemerkte ich eine Rose, die verwaist aufgegangen war. Mit bebendem Herzen fragte ich sie: „Bist du es nicht, Suliko?“                                                    | Blühte dort am Waldrand die Rose, Morgensonnenschön, still und froh. „Fragt ich hoffnungsvoll das Blümelein: Sag, bist du mein lieb Suliko?“ | Blühte in den Büschen ein Röslein, morgensonnenschön, wonniglich. Fragt ich sehnsuchtsvoll das Blümelein: „Sag bist du mein Liebchen o sprich!“               |
| ნიშნად თანხმობის კოკობი შეირხა... თავი დახარა, ცვარ-მარგალიტი ციური დაბლა ცრემლებად დაჰყარა.                           | Zum Zeichen der Zustimmung schwankte die Knospe... Sie neigte den Kopf, himmlische Tauperlen ließ sie als Tränen herabfallen.                                                          | – | – |
| სულგანაბული ბულბული ფოთლებში მიმალულიყო, მივეხმატკბილე ჩიტუნას „შენ ხომ არა ხარ სულიკო?!“                              | Still und reglos hielt sich eine Nachtigall in den Blättern versteckt. Mit zärtlicher Stimme sprach ich das Vöglein an: „Bist du es nicht, Suliko?“                                    | Sang die Nachtigall in den Zweigen. Brannte mir das Herz lichterloh „Sag mir doch, du holde Sängerin: Bist gar du mein lieb Suliko?“         | Sang die Nachtigall in den Zweigen, fragt ich bang das Glücksvögelein: „Bitte sag mir doch, du Sängerin, bist gar du die Herzliebste mein?“                   |
| შეიფრთქიალა მგოსანმა, ყვავილს ნისკარტი შეახო, ჩაიკვნეს-ჩაიჭიკჭიკა, თითქოს სთქვა„დიახ, დიახო!“                          | Die Sängerin flatterte auf, berührte mit dem Schnabel die Blume und begann seufzend zu zwitschern, als ob sie sagen wollte: „Ja, ja!“                                                  | Neigt die Nachtigall drauf ihr Köpfchen Aus der Rosenglut klang es so Silberhell und tröstend wie ihr Lied: „Ja, ich bins, ich bin Suliko!“  | Neigt die Nachtigall drauf ihr Köpfchen, aus der Rosenglut klingt’s zurück – lieb und innig leis wie Streicheln zart: „Ja, ich bin’s, ich bin es dein Glück!“ |
| დაგვქათქათებდა ვარსკვლავი, სხივები გადმოსულიყო, მას შევეკითხე შეფრქვევით „შენ ხომ არა ხარ სულიყო?!“                    | Ein Stern blinkte auf uns herab, seine Strahlen waren herübergedrungen. Ihn fragte ich unter Tränen: „Bist du es nicht, Suliko?“                                                       | – | – |
| დასტური მომცა ციმციმით, სხივები გადმომაყარა და იმ დროს ყურში ჩურჩულით ნიავმაც ასე მახარა                               | Mit seinem Glitzern gab er mir seine Bestätigung, ließ seine Strahlen auf mich fallen, und in dem Moment flüsterte mir auch ein Windhauch die frohe Botschaft ins Ohr:                 | – | – |
| „ეგ არის, რასაც ეძებდი, მორჩი და მოისვენეო! დღე დაიღამე აწ ტკბილად და ღამე გაითენეო!“                                  | „Das ist es, was du suchtest, werde heil und finde Ruhe! Von nun an verbringe den Tag angenehm und ebenso die Nacht!“                                                                  | – | – |
| „სამად შექმნილა ის ერთი: ვარსკვლავად, ბულბულ, ვარდადო, თქვენ ერთანეთი რადგანაც ამ ქვეყნად შეგიყვარდათო“.               | „Aus jener einen sind nun drei erschaffen worden: Stern, Nachtigall und Rose, weil ihr hier auf Erden einander liebgewonnen habt.“                                                     | – | – |
| მენიშნა!.. აღარ დავეძებ საყვარლის კუბო-სამარეს, აღარც შევსჩივი ქვეყანას, აღარ ვღვრი ცრემლებს მდუღარეს!                 | Es hat sich mir gezeigt! Ich werde nun nicht mehr nach Sarg und Grab meiner Geliebten suchen, auch werde ich nicht mehr der Welt mein Leid klagen, keine heißen Tränen mehr vergießen. | – | – |
| ბულბულს ყურს ვუგდებ, ვარდს ვყნოსავ, ვარსკვლავს შევყურებ ლხენითა და, რასაცა ვგრძნობ მე იმ დროს, ვერ გამომითქვამს ენითა! | Ich lausche der Nachtigall, sauge den Duft der Rose ein, betrachte den Stern mit Wonne, und was ich dabei empfinde, kann ich nicht in Worte fassen!                                    | – | – |
| ისევ გამეხსნა სიცოცხლე, დღემდე რომ მწარედ კრულ იყო, ახლა კი ვიცი, სადაც ხარ: სამგან გაქვს ბინა, სულიკო!                | Das Leben hat sich mir wieder aufgetan, das bis heute bitter verflucht war. Jetzt aber weiß ich, wo du bist: An drei Orten bist du zu Hause, Suliko!                                   | – | – |